# La fête est finie
La fête est finie is een album van de Franse rapper Orelsan, uitgebracht in 2017. Producers waren Orelsan zelf, en Guillaume Brière, Phazz, Skread en Stromae.
Van het album kwam één single uit, "Basique", op 21 september 2017. Het kwam op nummer 31 binnen in de Franse hitlijst en bereikte als hoogste positie nr. 9.